# Фелікс Солтик
Фелікс Солтик (пол. Feliks Sołtyk; приблизно 1727 р. — 2 вересня 1780 р. у Варшаві) — полковник 7-ї бригади Національної Кавалерії Речі Посполитої з 1780 року, староста Звенигородський.

## Загальні відомості
Народився в родині каштеляна Любліна Йозефа Солтика і Констанції Джевецької. Мав братів Томаша (воєвода Ленчицького воєводства у 1761—1773 роках), Каєтана Ігнатія Солтика (єпископа Києво-Житомирської дієцезії у 1756—1759 роках) та Мацея (каштелян варшавський).
Староство звенигородське на ленному праві тримав з 1755 по 1780 рік.
Збереглась найстаріша будівля Звенигородки — Преображенський костьол, кошти на будівництво якого у 1799 році виділила вдова Фелікса — старостиха Соломія Солтик (пом. 1803 року).